# Royal Canadian Rifle Regiment
O Royal Canadian Rifle Regiment do Exército Britânico foi criado em 1840 para servir no Canadá. Seus membros eram veteranos de serviço em outros regimentos do Exército Britânico.

## Formação
A preocupação que levou à criação do Royal Canadian Rifle Regiment foi o problema contínuo da deserção. Os soldados do Exército Britânico em guarnição no Canadá eram frequentemente tentados a fugir para os Estados Unidos, de onde não seriam deportados. Em guarnições localizadas perto da fronteira internacional, como o Fort Mississauga em Niagara, o Fort Malden em Amherstburg e o Fort Wellington em Prescott, o problema da deserção era epidêmico durante e após a Guerra de 1812.
Para combater esse problema, o Royal Canadian Rifle Regiment recrutou apenas veteranos com pelo menos 15 anos de serviço no Exército Britânico. Esses homens eram considerados mais confiáveis do que seus colegas mais jovens. Além disso, o pagamento dos soldados particulares no regimento foi dobrado para dois xelins por dia, em vez do normal um xelim por dia. Também lhes foi oferecida a perspectiva de uma pensão ao completar 21 anos de serviço militar e doações gratuitas de terras.
A partir de 1840, o regimento foi espalhado em destacamentos de St. John's em Newfoundland a Winnipeg em Manitoba, recebendo a denominação de "The Royal Canadian Veterans Regiment".

Outra característica incomum do Royal Canadian Rifle Regiment era seu uniforme e emprego tático. Enquanto a maioria da infantaria do Exército Britânico usava casacas vermelhas nas décadas de 1880 e 1890 e lutava com mosquetes com cano de alma lisa na década de 1850, durante as Guerras Napoleônicas o Exército fez experiências com regimentos de infantaria armada com rifles e usavam uniformes verdes em uma das primeiras tentativas de camuflagem. Destacados como escaramuçadores, esses homens do "King's Royal Rifle Corps", do 60º Regimento e do 95º Regimento prestaram serviço excelente durante a Guerra Peninsular e a Campanha de Waterloo em 1815.
Após a guerra de 1812, o Duque de Wellington opinou que a infantaria leve e os escaramuçadores armados de rifle provariam ser de grande valor em qualquer campanha futura na América do Norte. Seguindo esse conselho, o Exército Britânico decidiu incorporar o novo regimento de veteranos como um "rifle regiment", em vez de um regimento de infantaria mais tradicional.
A arma inicial do Royal Canadian Rifle Regiment foi o rifle Baker. Em 1841, o Exército adotou um rifle de percussão denominado rifle Brunswick.

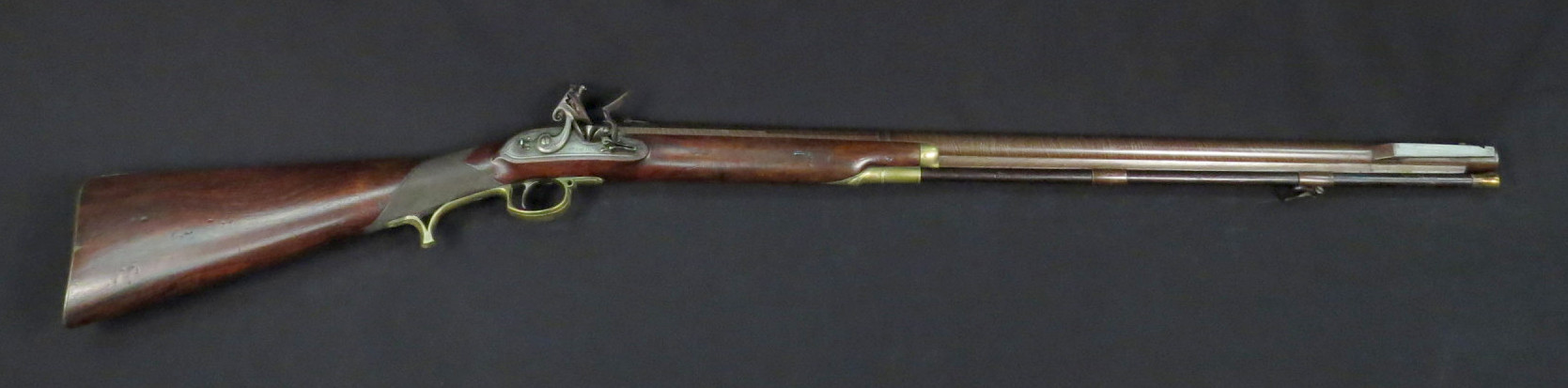
O Rifle Baker usado pelo pessoal do Royal Canadian Rifle Regiment.

Em 1862, ela absorveu as "Royal Newfoundland Companies", formada em 1824 como "Royal Veteran Companies" e renomeadas em 1842.

## Dissolução
O Royal Canadian Rifle Regiment foi dissolvido em 30 de setembro de 1870 em Kingston.

Fort Wellington é um sítio histórico nacional operado pela "Parks Canada" e retrata o período de 1846. Nessa época, uma companhia do Royal Canadian Rifle Regiment estava em guarnição no Fort e os visitantes podem ver guias nos uniformes deste regimento, bem como um quartel restaurado.